# Bitwa pod Sobolewem
Bitwa pod Sobolewem – bitwa stoczona 24 maja 1863 roku podczas powstania styczniowego w Sobolewie w pobliżu Firleja. Przeciwko połączonym oddziałom powstańczym Zygmunta Koskowskiego (powstańcy lubartowscy) i Karola Krysińskiego (partia powstańcza z Podlasia) w sile 700 ludzi, walczył płk Ćwieciński który stał na czele 4 rot piechoty (plus 4 działa) i sotni Kozaków (około 900 żołnierzy). Bitwa zakończyła się zwycięstwem Rosjan, którzy w końcowej fazie potyczki ogniem z dział, zmusili powstańców do odwrotu. Pod Sobolewem śmierć poniosło 57 powstańców. Zostali oni pochowani na miejscowym cmentarzu.